# Staudach (Münsing)
Staudach ist ein Gemeindeteil von Münsing im oberbayerischen Landkreis Bad Tölz-Wolfratshausen. Die Einöde befindet sich circa einen Kilometer südlich von Ammerland.

## Sehenswürdigkeiten
Siehe auch: Liste der Baudenkmäler in Münsing#Andere Ortsteile
- Filialkirche St. Vitus